# Prionailurus kurteni
Prionailurus kurteni — викопний вид хижих ссавців з родини котових (Felidae), знайдений на півдні Китаю. Крихітний фрагмент корпусу нижньої щелепи кота з пізнього середнього плейстоцену описано як новий вид Prionailurus. Цей вид є найменшим відомим на сьогодні викопним представником Felidae, розмір якого можна порівняти з двома найменшими сучасними котами, P. rubiginosus і Felis nigripes.